# Rudolf Fick
Rudolf Armin Fick, född den 24 februari 1866 i Zürich, död den 23 maj 1939 i Berlin, var en tysk anatom. Han var son till Adolf Fick.
Fick studerade i Würzburg och vid andra tyska universitet samt i Zürich och blev 1889 professor i anatomi i Würzburg, kallades 1892 till en extra ordinarie professur i Leipzig, övertog den ordinarie i Prag 1905 och anställdes 1909 i Innsbruck som direktör för det anatomiska institutet. År 1917 kallades han till Berlin. Fick skrev Ein neues Ophthalmometer (1888), Über der Form der Gelenkflächen (1890), Über der Arbeitsleistung der auf die Fussgelenke wirkende Muskeln (1892), Reifung und Befruchtung des Axolotleies (1893), Vergleichende Studien an einem erwachsenen Orang-Utan (I-II, 1895), Atemmuskulatur (1897), Gelenklehre (I-III, 1904-11), Vererbungssubstanz (1907) och Vererbungs- und Chromosomenfragen (1907). Han skrev senare grundläggande arbeten om ledernas statik och mekanik samt om ledernas och musklernas anpassning till ett givet arbete.